# Amilcare Malagola
Amilcare Malagola (Módena, 24 de dezembro de 1840 – Fermo, 22 de junho de 1895) foi um cardeal italiano da Igreja Católica, arcebispo de Fermo.

## Biografia
Nasceu em 24 de dezembro de 1840, em Módena, de uma rica família da nobreza que se mudou para Ímola em 1853, era filho de Mario Malagola e sua primeira esposa. Fez seus estudos primários na escola jesuíta de Módena e no Liceu de Ímola, entre 1852 e 1856. Depois, estudou no Collegio Ghislieri, de Roma, entre 1856 e 1861 e na Pontifícia Academia dos Nobres Eclesiásticos, entre 1861 e 1869; também estudou na Pontifícia Universidade Gregoriana, entre 1856 e 1864 (doutorado em filosofia e teologia) e no Pontifício Ateneu Romano Santo Apolinário de Roma (doutorado in utroque iure, direito canônico e civil).
Foi ordenado padre em 19 de dezembro de 1863. Ele voltou para Ímola em 1864, e lá era um pregador. De 1866 a 1869, dedicou-se ao estudo prático dos cânones na Sagrada Congregação do Concílio e na Sagrada Congregação dos Assuntos Eclesiásticos Extraordinários. Desde 1871, em Ímola, foi professor de teologia dogmática e direito canônico no seminário e, também, foi examinador pro-sinodal. Em 1875, tornou-se cônego penitenciário do capítulo da Catedral de Ímola. 
Foi eleito bispo de Ascoli Piceno em 26 de junho de 1876, sendo consagrado em 9 de julho seguinte, na Catedral de Fermo, pelo cardeal Filippo De Angelis, arcebispo de Fermo, assistido por Francesco Alessandrini, bispo de Ripatransone, e por Francesco Saverio Grassi Fonseca, bispo auxiliar de Fermo.
Foi promovido à arcebispo metropolitano e príncipe de Fermo em 21 de setembro de 1877 pelo Papa Pio IX, recebendo o pálio no mesmo dia.  Fundou a Accademia di San Tommaso. Em 1891, celebrou um Congresso Eucarístico em Fermo. Em setembro de 1892, sob seus auspícios, foi publicado o jornal "La Voce delle Marche di Fermo".
Foi criado cardeal pelo Papa Leão XIII, no Consistório de 16 de janeiro de 1893, recebendo o barrete vermelho e o título de cardeal-presbítero de Santa Balbina em 19 de janeiro.
Faleceu em 22 de junho de 1895, em Fermo. Foi velado na catedral metropolitana de Módena onde ocorreu o funeral em 25 de junho e foi sepultado numa capela construída para isso no cemitério municipal daquela cidade.